# Союз стрелков Литвы
Союз стрелков Литвы (лит. Lietuvos Šaulių Sąjunga) — литовская неполитическая общественная военизированная организация, особая структура под управлением правительства Литвы, организованное ополчение, призванное обучать гражданское население самообороне и вести партизанскую войну, сбор данных и гражданское сопротивление; также на организацию возложены задачи поддержки органов правопорядка, охраны края и органов самоуправления.
Деятельность союза регулируется законом, принятым сеймом Литвы, а также уставом организации, утверждённым министром охраны края.
Одними из родственных по цели и реализации организаций являлись финский Шюцкор, латышские Айзсарги.

## История
Союз образован в 1919 году в качестве ополчения. Литовские стрелки из этого союза участвовали во всех войнах Литвы XX века, приняв боевое крещение во время советско-литовской войны. Часть литовских стрелков участвовала и в Клайпедском восстании, когда литовцы выбили из Клайпеды гарнизон французского экспедиционного корпуса. До 1940 года эта организация была самой сильной в Литве: в её составе были как этнические литовцы, так и белорусы, и русские. После ввода советских войск в Литву в 1940 году союз был запрещён, а большая часть его членов была арестована.
В послевоенные годы выжившие литовские стрелки ушли к «лесным братьям». В 1989 году в Литве был возрождён Союз стрелков, однако былой популярности он до сих пор не достиг: численность составляет в настоящий момент по самым скромным оценкам всего 7 тысяч человек (при численности в 61 тысячу человек до Второй мировой войны). 61 % участников Союза — это «Юные стрелки», подростки в возрасте от 12 до 18 лет, члены одноимённого объединения; всего 8 % — «Активные стрелки», отслужившие в армии, остальные 31 % — «Пассивные стрелки».

## Стрелок
Стрелок — согласно законодательству гражданин Литвы, являющийся членом организации и давший присягу или клятву стрелка.
- Боевой стрелок — совершеннолетний член союза, давший присягу и платящий членские взносы. Имеющий военную специальность (стрелок-автоматчик, марксман, пулемётчик и т. д.), состоящий в боевом подразделении. В мирное время не обладает статусом военнослужащего — однако в силу вспомогательной функции союза, во время несения службы — стрелок наделяется определёнными правами относительно применения силы (в том числе табельного оружия) оказывая помощь полицейским или другим силовым структурам описанными в законодательстве. Боевой стрелок имеет право на хранение дома оружия в том числе и автоматического. В случае объявления военного положения боевые стрелки причисляются к военнослужащим.
- Вспомогательный стрелок — также совершеннолетний член союза, давший присягу и платящий членские взносы. Данный тип стрелков задействован в вспомогательных подразделениях и зачастую представляет собой отдельные роты и взводы пожарных бригад и полевых медиков, волонтёров, специалистов информационных технологий — выполняющих задачи мирного времени и в случае ЧП.
- Юный стрелок — несовершеннолетний член союза, давший клятву и оплативший единоразовый взнос. Данный тип стрелков занимается волонтёрской деятельностью а также участвует в военно-патриотическом воспитании молодёжи, занимается презентацией деятельности союза через общественные мероприятия и школьные занятия, помимо этого по установленным программам проходит 4 этапную подготовку к «действительной военной службе» состоящей из занятий направленных на повышение выживаемости стрелка в дикой природе и базовым элементам тактики боя. Юные стрелки часто участвуют в соревнованиях и тактических полевых учениях, летом-же для сдачи тестов отправляются в летние лагеря стрелков. При этом в законе союза указывается то что юные стрелки не имеют право на полноценный допуск к боевому оружия кроме калибров определённой категории, также им запрещается изучать полноценные элементы ведения войны (поскольку это является военным преступлением). В случае военного положения данный тип стрелков должен будет участвовать и организовывать гражданское ненасильственное сопротивление через саботаж и протесты.

Поведение и аспекты службы стрелка описываются в этическом кодексе.

## Известные стрелки
Распространённой практикой среди общественных, политических и спортивных деятелей Литвы является членство в организации из волонтёрских или военно-патриотических побуждений — к примеру среди известных стрелков числятся:
- Антанас Сметона (1-й президент Литвы);
- Ингрида Шимоните (34-й премьер-министр Литвы);
- Габриэлюс Ландсбергис (член сейма - председатель Союза отечества, министр иностранных дел Литвы);
- Виктория Чмилите-Нильсен (председатель 13-го сейма Литвы);
- Бенедиктас Ванагас (литовский автогонщик, участник «Ралли Дакар» в классе автомобилей);
- Гинтаре Скайсте (член сейма, бывший министр финансов Литвы)
- Аурелиюс Верига (бывший министр здравоохранения Литвы, член сейма).

## Приказы стрелкам
Основные принципы союза сформулировал Владас Путвинскис-Путвис, в 1927 году издав приказы стрелкам:
На русском:
1. Защити независимость Литвы и литовскую землю.
2. Просвещайся и просвещай.
3. Укрепляй волю и тело.
4. Будь дисциплинированным и вежливым.
5. Уважай оружие.
6. Будь честен и справедлив.
7. Держи слово.
8. Будь бдителен.
9. Защищай государственную собственность.
10. Береги имя стрелка и честь литовца.

На литовском:
1. Gink Lietuvos nepriklausomybę ir lietuvišką žemę.
2. Švieskis ir šviesk.
3. Stiprink valią ir kūną.
4. Būk drausmingas ir mandagus.
5. Gerbk ginklą.
6. Būk tiesus ir teisingas.
7. Tesėk žodį.
8. Būk budrus.
9. Saugok valstybės turtą.
10. Brangink šaulio vardą ir lietuvio garbę.

## Структура

### Современная структура с 2025 года
Рода войск состоят из следующих видов:
- Пехота (стрелки) — соответствует лёгкой пехоте в регулярных войсках, боевые единицы оснащены гражданским транспортом, по умолчанию подразделения назначаются к определённым частям регулярных сил в случае войны. Если таковое объединение невозможно или не предусмотрено в планах военного времени — подразделение приступает к иной боевой деятельности (диверсионным рейдам и партизанскому сопротивлению). Сами же подразделения пехоты в каждом территориальном отряде имеют свою спецификацию — штурм, разведка, специальные операции и т. д.
  - Комендантские стрелки — охранные отряды в распоряжении коменданта самоуправления в военное время. Обеспечивают внутренний порядок и безопасность, выполняют поручения комендатуры.
- Медицинские части — подразделения специализирующиеся на боевой медицине и обучению первой медицинской помощи.
- Управление, связь, снабжение — подразделения в составе штабов.
- Инженеры — к таковым причисляются отдельные взводы стрелков в которых ставятся оперативные задачи связанные с подрывом, возведением фортификаций и взаимодействую с инженерами регулярных войск. Таковые подразделения проходят обучение совместно с регулярными

Состав:
 Союз стрелков Литвы (Lietuvos Šaulių Sąjunga)
- Штаб союза (LŠS štabas)
  - Рота почётного караула
  - Рота стрелков «Лиздейка»

- 1-й отряд стрелков офицера Антанаса Юозапавичюса, (Алитусский уезд)
  - Штаб отряда (Алитус)
  -  101-я рота стрелков «Мотеюс Алдонис» (Алитус)
  -  102-я рота стрелков «Антанас Пятрускевичюс» (Алитус)
  -  103-я рота стрелков «Гиедрюс Матулёнис» (Друскининкай)
  -  104-я рота стрелков «Адольфас Раманаускас - Ванагас» (Лаздияй)
  -  105-я рота стрелков «Юозас Виткус - Казимерайтис» (Варена)
  -  106-я рота стрелков «Бемьямин Мешкелис» (Алитус)
  -  107-я рота стрелков «Юозас Блознелис» (Алитус)
  -  108-я рота стрелков «Доминикас Йетис - Ажолис» (Алитуский район)
  - 1 отдельное отделение стрелков
  - 13 взводов гражданского сопротивления
  - 36 взводов юных стрелков, 4 класса юных стрелков.

- 2-й отряд стрелков Витаутаса Великого, (Каунасский уезд):
  - Штаб отряда (Каунас)
    - Штабная рота
    - Рота обеспечения штаба
    - 210-я рота охраны

  -  201-я рота стрелков (Каунас)
  -  202-я рота стрелков (Каунас)
  -  203-я рота стрелков «Крепость Каунас» (Каунас)
  -  204-я рота стрелков (Каунас)
  -  205-я рота стрелков «Повилас Лукшис» (Кедайняй)
  -  206-я рота стрелков (Приенай)
  -  207-я рота стрелков (Расейняй)
  -  208-я рота стрелков (Кайшядорис)
  -  209-я рота стрелков (Арёгала)
  -  211-я рота стрелков «Юстинас Варейкис» (Йонава)
  -  212-я рота стрелков «Стяпонас Дарюс и Стасис Гиренас» (Алитус)
  -  213-я рота стрелков (?)
  -  214-я рота стрелков (?)
  -  215-я рота стрелков «Леонорас Тарасявичюс - Лушис» (?)
  -  216-я рота стрелков (?)
  - 2 отдельных взвода стрелков
  - 36 взводов юных стрелков

- 3-й западный (морской) отряд стрелков, (Клайпедский уезд):
  - Штаб отряда (Клайпеда)
    - Штабной взвод
    - Взвод охраны

  -  301-я рота стрелков (Клайпеда)
  -  302-я рота стрелков «Йонас Половинскис - Будрис» (Клайпеда)
  -  303-я рота стрелков (Клайпеда)
  -  304-я рота стрелков «Витаутас Вашкис» (Клайпеда)
  -  305-я рота стрелков «Генерал Владас Нагявичюс» (Кретинга)
  -  306-я рота стрелков «Генерал Йонас Жемайтис» (Паланга)
  -  307-я рота стрелков (Скуодасский район)
  -  308-я рота стрелков (Шилуте)
  -  309-я рота стрелков (Гаргждай)
  -  310-я рота стрелков «Перкунас» (?)
  -  311-я рота стрелков «Ветра» (Прекуле)
  -  312-я рота стрелков (?)
  -  313-я рота стрелков (Клайпеда)
  -  314-я морская учебная рота стрелков (Клайпеда)
  - 2 отдельных отделения стрелков
  - 16 взводов юных стрелков

- 4-й отряд Сувалкских стрелков, (Мариямпольский уезд):
  - Штаб отряда (Клайпеда)
    - Штабной взвод
    - Взвод охраны

  -  401-я рота стрелков (Калвария)
  -  402-я рота стрелков (Кибартай)
  -  403-я рота стрелков (Мариямполе)
  -  404-я рота стрелков (Пилвишкес)
  -  405-я рота стрелков (Шакяй)
  -  406-я рота стрелков «Пятрас Каружа» (Вилкавишкис)
  -  407-я рота стрелков (Казлу Руда)
  -  408-я рота юных стрелков (Мариямполе)
  -  409-я рота стрелков (Гаргждай)
  -  410-я рота стрелков (Кудиркос Науяместис)
  - 13 отдельных взводов стрелков
  - 16 взводов юных стрелков

- 5-й отряд стрелков Альфонса Сметоны (Паневежский уезд)
  - Штаб отряда (Паневежис)
    - Штабной взвод
    - Взвод охраны

  -  501-я рота стрелков «Стяпонас Гиедрикас - Гирейтис» (Биржай)
  -  502-я рота стрелков (Науяместис)
  -  503-я рота стрелков (Паневежис)
  -  504-я рота стрелков (Рокишкис)
  -  505-я рота стрелков «Стасис Лазорайтис» (Купишкис)
  -  506-я рота стрелков (Паневежис)
  -  507-я рота стрелков (Пасвалис)
  -  508-я рота стрелков (Субачюс)
  -  509-я рота стрелков «Леонардас Григонис - Ужпалис» (Рокишкис)
  -  510-я рота стрелков (Паневежис)
  -  511-я рота стрелков (Рамигала)
  -  512-я рота стрелков (Рокишкис)
  -  513-я рота стрелков (Панделис)
  - 11 отдельных взодов стрелков гражданского сопротивления
  - 1 отдельное отделение стрелков
  - 9 взводов юных стрелков
  - Хор «Аукштайтис»

- 6-й отряд стрелков Генерала Повиласа Плехавичюса (Шауляйский уезд):
  - Штаб отряда (Шауляй)
    - 600-я штабная рота
    - 603-я рота охраны

  -  601-я рота стрелков (Радвилишкис)
  -  602-я рота стрелков (Шяуляй)
  -  604-я рота стрелков (Грюзджай)
  -  605-я рота стрелков (Титувенай)
  -  606-я рота стрелков (Йонишкис)
  -  607-я рота стрелков (Куршенай)
  -  608-я рота стрелков (Байсёгала)
  -  609-я рота стрелков (Акмене)
  -  610-я рота стрелков (?)
  - 11 отдельных взодов стрелков гражданского сопротивления
  - 1 отдельное отделение стрелков
  - 9 взводов юных стрелков
  - Хор «Аукштайтис»
- 7-й отряд стрелков Великого Князя Литовского Кястутиса (Таурагский уезд):
  - Штаб отряда (Таураге)
    - Штабной взвод

  -  701-я рота стрелков (Таураге)
  -  702-я рота стрелков (Таураге)
  -  703-я рота стрелков (Таураге)
  - 1 отдельное отделение стрелков
  - 7 рот и 4 взвода юных стрелков
- 8-й отряд Жемайтских стрелков (Тельшяйский уезд):
  - Штаб отряда (Телшяй)
  -  801-я рота стрелков «Генерал Повилас Пляхавичюс» (Тельшяй)
  -  802-я рота стрелков (Тельшяй)
  -  803-я рота стрелков «Меч» (?)
  -  804-я рота стрелков «Полковник Владас Монтвидас - Жямайтис» (Варняй)
  -  805-я рота стрелков (Таураге)
  -  806-я рота стрелков (Алседжяй)
  - 1 отдельный взвод
  - 6 взводов стрелков гражданского сопротивления
  - 22 взвода юных стрелков
  - Взвод почётного караула
  - Военный оркестр
- 9-й отряд стрелков Полковника Пранаса Саладжюса (Утенайский уезд):
  - Штаб отряда (Утена)
    - Штабной взвод

  -  901-я рота стрелков «Стяпонас Дарюс и Стасис Гиренас» (Аникшчяй)
  -  902-я рота стрелков «Винцас Каулинис» (Утена)
  -  903-я рота стрелков «Генерал Сильвестрас Жукаускас» (Гедрайчяй)
  -  904-я рота стрелков (Игналина)
  -  905-я рота стрелков (Висагинас)
  -  906-я рота стрелков (Молетай)
  -  907-я рота стрелков «Витис» (Зарасай)
  -  909-я рота стрелков «Жалтис» (Утена)
  - 10 взводов юных стрелков
  - Утенайский камерный театр
- 10-й отряд стрелков им. Короля Миндаугаса (Вильнюский уезд):
  - Штаб отряда (Вильнюс)
    - Штабной взвод
    -  1017-я взвод охраны
    -  1033-я рота обеспечения штаба

  -  1001-я рота стрелков «Великий князь Литовский Альгирдас» (Електренай)
  -  1002-я рота стрелков «Витис» (Укмерге)
  -  1003-я рота стрелков (Вильнюс)
  -  1004-я рота стрелков «Столичная» (Вильнюс)
  -  1005-я рота стрелков «Железный волк» (Вильнюс)
  -  1006-я рота стрелков (Тракай)
  -  1007-я рота стрелков «Войны за независимость» (Вильнюс)
  -  1008-я рота стрелков «Швянтарагис» (Вильнюс)
  - 1009-я рота стрелков «Таурас» (Вильнюс)
  -  1010-я рота стрелков (Ширвинтай)
  -  1011-я рота стрелков (Шальчининкай)
  -  1012-я рота стрелков «Перкунас» (Вильнюс)
  -  1013-я рота стрелков (Швенчёнис)
  -  1014-я рота стрелков «Гинтарас Жагунис» (Вильнюс)
  -  1015-я учебная рота стрелков «Матас Шалчюс» (Вильнюс)
  -  1016-я рота стрелков (Вильнюс)
  -  1018-й отдельный медицинский взвод стрелков (Вильнюс)
  -  1020-й отдельный взвод стрелков «Пинчюкай» (Вильнюс)
  -  1021-й отдельный инженерный взвод стрелков (Вильнюс)
  -  1022-я рота стрелков «Сакалас» (Вильнюс)
  -  1023-я рота стрелков (Вильнюс)
  -  1024-я рота стрелков «Ковас» (Вильнюс)
  -  1025-я рота стрелков «Адольфас Раманаускас» (Вильнюс)
  -  1028-й отдельный взвод стрелков (Вилпишяй)
  -  1029-я рота стрелков «Вацловас Воверис - Жайбас» (Вильнюс)
  -  1032-й отдельный взвод стрелков «Тадас Косчюшка»
  - 2 роты и 15 взводов юных стрелков
- Центр обучения и некинетических операций
- Центральное командование
- Центральная контрольная комиссия
- Суд чести стрелков

#### Прочие подразделения
- Отряд стрелков им. Витовта Великого (Чикаго, Иллинойс, США)
- Рота морских стрелков им. ген. Т. Даукантаса (Чикаго, Иллинойс, США)
- Рота балтийских морских стрелков (Чикаго, Иллинойс, США)
- Рота клайпедских морских стрелков (Сисеро, Иллинойс, США)
- Рота морских стрелков в Детройте «Швитурио» (Детройт, Мичиган, США)
- Рота стрелков имени Юозаса Даумантаса (Лос-Анджелес, Калифорния, США)
- Рота стрелков имени Каланты (Сент-Питерсберг, Флорида, США)
- Рота стрелков имени Ванагайтиса (Бостон, Массачусетс, США)
- Рота стрелков имени А.Раманаускаса (Флорида, США)
- Рота стрелков имени Путвиса (Торонто, Онтарио, Канада)
- Объединённая рота стрелков Неринги имени короля Миндовга (Монреаль, Монреаль, Канада)
- Подразделение стрелков в Германии
- Подразделение в Северной Ирландии
- Подразделение в Украине
- Подразделение в Дании
- Подразделение в Великобритании
- Подразделение в Норвегии
- Подразделение в Люксембурге
- Отдельный взвод в Бельгии и Нидерландах
- Союз стрелков Литвы в диаспоре (с 1954)
- Группа поддержки Союза стрелков Литвы для Украины (с 2014)
- Студенческая корпорация стрелков Литвы SAJA (с 1934)
- Клуб Владаса Путвинскиса-Путвиса (с 1997)

## Вооружение и снаряжение
| Стрелковое оружие                    | Стрелковое оружие | Стрелковое оружие | Стрелковое оружие               | Стрелковое оружие | Стрелковое оружие |
| Тип                                  | Изображение       | Производство      | Назначение                      | Количество        | Примечания |
| ------------------------------------ | ----------------- | ----------------- | ------------------------------- | ----------------- | --- |
| Ak4                                  |                   | Швеция            | 7,62 мм автоматическая винтовка | нет данных        | Шведская версия немецкой автоматической винтовки Heckler & Koch G3 Установлена как базовая винтовка, большинство передано из подразделений Войска Литовского |
| Rheinmetall MG3                      |                   | Германия          | 7,62 мм пулемёт                 | нет данных        | Основной пулемёт, полученный от Войска Литовского |
| Heckler & Koch G36С и G36KA4         |                   | Германия          | 5,56 мм автоматическая винтовка | нет данных        | Ограниченно используется некоторыми подразделениями и частными стрелками, покупается за личный счёт                                                          |
| AR-15                                |                   | США               | 5,56 мм автоматическая винтовка | нет данных        | Множество различных вариаций и моделей (в силу милиционного принципа союза)                                                                                  |
| Снайперские винтовки                 |                   |                   | нет данных                      | нет данных        | Различные модели (в силу милиционного принципа союза) снайперских винтовок.                                                                                  |
| Glock 17                             |                   | Австрия           | 9 мм пистолет                   | нет данных        | |
| Автомобильная техника                |                   |                   |                                 |                   | |
| Volkswagen Caddy                     |                   | Германия          | штабной автомобиль              | нет данных        | |
| Mitsubishi Pajero                    |                   | Япония            | внедорожник                     | нет данных        | |
| Разная частная автомобильная техника |                   |                   | Автомобильная техника           | нет данных        | Стрелки мобилизуют личные автомобили для выполнения задач. (в силу милиционного принципа союза)                                                              |
| Униформа                             |                   |                   |                                 |                   | |
| Woodland Pattern Uniform (LŠS)       |                   | Литва             | Военная форма                   | нет данных        | Официальный камуфляж Союза Стрелков Литвы Выдаётся всем по умолчанию стрелкам. Полностью повторяет форму ВС Литвы (за исключением камуфляжа)                 |
| Universal Pattern Uniform M2011      |                   | Литва             | Военная форма                   | нет данных        | Действующие военные, состоящие в союзе — часто носят форму ВС Литвы с шевронами Союза Стрелков Литвы.                                                        |
| MultiCam                             |                   | США               | Военная форма                   | нет данных        | В 2015 проводились эксперименты по интеграции новой формы в союз. Некоторые подразделения ограниченно и редко используют MultiCam.                           |

## Должностные знаки различия и цвета беретов
| Стрелки | Морские стрелки |
| ------- | --------------- |
|         |                 |

#### Стрелки[14]
| Командующие стрелки                       | Командующие стрелки                                          | Командующие стрелки                                                                                   | Командующие стрелки                                                                   | Командующие стрелки                       | Командующие стрелки                                                | Командующие стрелки        | Командующие стрелки                                | Командующие стрелки         |
|                                           | Высшие командиры                                             | Высшие командиры                                                                                      | Старшие командиры                                                                     | Старшие командиры                         | Старшие командиры                                                  | Младшие командиры          | Младшие командиры                                  | Младшие командиры           |
| ----------------------------------------- | ------------------------------------------------------------ | --- | ------------------------------------------------------------------------------------- | ----------------------------------------- | ------------------------------------------------------------------ | -------------------------- | -------------------------------------------------- | --------------------------- |
| Погоны к повседневной форме одежды        |                                                              | |                                                                                       |                                           |                                                                    |                            |                                                    |                             |
| Звание                                    | Командир союза стрелков Литвы Lietuvos Šaulių Sąjungos vadas | Первый заместитель командира союза стрелков Литвы Lietuvos Šaulių Sąjungos vado pirmasis pavaduotojas | Заместитель командира союза стрелков Литвы Lietuvos Šaulių Sąjungos vado pavaduotojas | Командир сборной (отряда) Rinktinės vadas | Заместитель командира сборной (отряда) Rinktinės vado pavaduotojas | Командир роты Kuopos vadas | Заместитель командира роты Kuopo vado pavaduotojas | Командир взвода Būrio vadas |
| Соответствующее звание в Войске Литовском | Бригадный генерал                                            | Полковник                                                                                             | Полковник                                                                             | Полковник-лейтенант                       | Майор                                                              | Капитан                    | Старший лейтенант                                  | Лейтенант                   |
| Код НАТО                                  |                                                              | |                                                                                       |                                           |                                                                    |                            |                                                    |                             |

| Стрелки                                   | Стрелки                                     | Стрелки                                    | Стрелки                                                                                   | Стрелки                                                      | Стрелки                             | Стрелки                         |
|                                           | Унтер-офицеры и рядовые стрелки             | Унтер-офицеры и рядовые стрелки            | Унтер-офицеры и рядовые стрелки                                                           | Унтер-офицеры и рядовые стрелки                              | Унтер-офицеры и рядовые стрелки     | Унтер-офицеры и рядовые стрелки |
| ----------------------------------------- | ------------------------------------------- | ------------------------------------------ | ----------------------------------------------------------------------------------------- | ------------------------------------------------------------ | ----------------------------------- | ------------------------------- |
| Погоны к повседневной форме одежды        |                                             |                                            |                                                                                           |                                                              |                                     |                                 |
| Звание                                    | Командир юных стрелков Jaunųjų šaulių vadas | Старший специалист Vyresnysis specialistas | Заместитель командира взвода (специалист) (Взводный) Būrio vado pavaduotojas (Būrininkas) | Командир отделения (отделенный) Skyriaus vadas (Skyrininkas) | Старший стрелок Vyriausiasis šaulys | Рядовой стрелок Eilinis šaulys  |
| Соответствующее звание в Войске Литовском | Штаб-сержант                                | Штаб-сержант                               | Старший сержант                                                                           | Сержант                                                      | Капрал                              | Рядовой                         |
| Код НАТО                                  |                                             |                                            |                                                                                           |                                                              |                                     |                                 |

#### Морские стрелки
| Командующие стрелки                       | Командующие стрелки                                          | Командующие стрелки                                                                                   | Командующие стрелки                                                                   | Командующие стрелки                       | Командующие стрелки                                                | Командующие стрелки        | Командующие стрелки                                | Командующие стрелки         |
|                                           | Высшие командиры                                             | Высшие командиры                                                                                      | Старшие командиры                                                                     | Старшие командиры                         | Старшие командиры                                                  | Младшие командиры          | Младшие командиры                                  | Младшие командиры           |
| ----------------------------------------- | ------------------------------------------------------------ | --- | ------------------------------------------------------------------------------------- | ----------------------------------------- | ------------------------------------------------------------------ | -------------------------- | -------------------------------------------------- | --------------------------- |
| Погоны к повседневной форме одежды        |                                                              | |                                                                                       |                                           |                                                                    |                            |                                                    |                             |
| Звание                                    | Командир союза стрелков Литвы Lietuvos Šaulių Sąjungos vadas | Первый заместитель командира союза стрелков Литвы Lietuvos Šaulių Sąjungos vado pirmasis pavaduotojas | Заместитель командира союза стрелков Литвы Lietuvos Šaulių Sąjungos vado pavaduotojas | Командир сборной (отряда) Rinktinės vadas | Заместитель командира сборной (отряда) Rinktinės vado pavaduotojas | Командир роты Kuopos vadas | Заместитель командира роты Kuopo vado pavaduotojas | Командир взвода Būrio vadas |
| Соответствующее звание в Войске Литовском | Адмирал флотилии                                             | Морской капитан                                                                                       | Морской капитан                                                                       | Командор                                  | Командор-лейтенант                                                 | Капитан-лейтенант          | Старший лейтенант                                  | МорскойЛейтенант            |
| Код НАТО                                  |                                                              | |                                                                                       |                                           |                                                                    |                            |                                                    |                             |

| Стрелки                                   | Стрелки                                     | Стрелки                                    | Стрелки                                                                                   | Стрелки                                                      | Стрелки                             | Стрелки                         |
|                                           | Унтер-офицеры и рядовые стрелки             | Унтер-офицеры и рядовые стрелки            | Унтер-офицеры и рядовые стрелки                                                           | Унтер-офицеры и рядовые стрелки                              | Унтер-офицеры и рядовые стрелки     | Унтер-офицеры и рядовые стрелки |
| ----------------------------------------- | ------------------------------------------- | ------------------------------------------ | ----------------------------------------------------------------------------------------- | ------------------------------------------------------------ | ----------------------------------- | ------------------------------- |
| Погоны к повседневной форме одежды        |                                             |                                            |                                                                                           |                                                              |                                     |                                 |
| Звание                                    | Командир юных стрелков Jaunųjų šaulių vadas | Старший специалист Vyresnysis specialistas | Заместитель командира взвода (специалист) (Взводный) Būrio vado pavaduotojas (Būrininkas) | Командир отделения (отделенный) Skyriaus vadas (Skyrininkas) | Старший стрелок Vyriausiasis šaulys | Рядовой стрелок Eilinis šaulys  |
| Соответствующее звание в Войске Литовском | Штабс-боцман                                | Штабс-боцман                               | Старший сержант                                                                           | Сержант                                                      | Капрал                              | Матрос                          |
| Код НАТО                                  |                                             |                                            |                                                                                           |                                                              |                                     |                                 |

## Комментарии
1. ↑  Основатель Союза Стрелков Литвы